# Antonie Leißring
Antonie Leißring, auch Leissring, verh. Gräfin von Görtz-Wrisberg (* 1805 oder 1815 in Frankfurt am Main; † 9. März 1862 in Monroe, Wisconsin), war eine deutsche Sängerin (Sopran), sie hat vor allem Soubretten-Rollen in der Oper und in Schauspielstücken übernommen.

## Leben
Antonie Leißring war die Tochter des Sängers und Schauspielers Christian August Joachim Leißring (1777–1852). 1834 erhielt sie ein Engagement am Theater von Nürnberg für kleinere Soubrettenrollen, anschließend war sie am Stadttheater von Bremen tätig. Von 1837 bis 1839 war sie Erste Sängerin am Hoftheater von Kassel, hier debütierte sie als Henriette in Aubers Oper Maurer und Schlosser. Von 1839 bis 1841 trat sie am Stadttheater Magdeburg auf, 1841–1842 am Hoftheater von Köthen, 1842–1843 nochmals in Nürnberg und von 1843 bis 1849 in Frankfurt an der Oder. Neben Opernrollen übernahm sie auch Sprechrollen, u. a. Käthchen von Heilbronn von Kleist. 1850 heiratete sie den Grafen Alfred von Görtz-Wrisberg (1814–1868) und musste standesgemäß ihre öffentliche Bühnenkarriere beenden. Nach der gescheiterten Revolution 1848/49 floh ihr Mann, Offizier und demokratischer Politiker, zunächst in die Schweiz und dann zusammen mit ihr nach Nordamerika. Ihr Mann gehörte dem Vorstand des New Yorker Schillerfest-Vereins an.